# FC Santa Coloma
Az FC Santa Coloma egy andorrai labdarúgócsapat az Andorra la Vella-i közösség Santa Coloma falucskájából, mindössze 2 kilométerre az ország fővárosától, Andorra la Vellától. Az andorrai labdarúgó-bajnokság 1995-ös indulása óta az élvonalban szerepel, ahol még a 4. helynél lentebb nem végzett.
Eddig 10 alkalommal nyerte meg az andorrai labdarúgó-bajnokságot, 8 alkalommal hódította el a nemzeti kupát, illetve 5 alkalommal diadalmaskodott az andorrai szuperkupában. 2014 és 2016 között sorozatban három bajnoki címet szerzett.

## Története

### Klubalapítástól az első nemzetközi szereplésig (1986–2002)
A klubot 1986-ban alapították Santa Coloma d'Andorrában, és az első andorrai labdarúgó-bajnokság indulásáig spanyol területi bajnokságokban szerepelt. Az 1991-es, egyben az első andorrai labdarúgókupát megnyerte.
Az Andorrai labdarúgó-szövetség 1995-ben írta ki az első nemzeti bajnokságot, amelyre az FC Santa Coloma is nevezett. A bajnokság 10 csapat részvételével zajlott, a Santa Coloma a dobogó alsó fokán végzett. A következő idényben története eddigi legrosszabb szezonját zárta, mely során a 4. helyezést érte el a bajnokságban, a kupában pedig nem jutott be a döntőbe.
A következő három év az 1990-es évek andorrai sikercsapata, a CE Principat és a Santa Coloma versenyfutásáról szólt, ami rendre a fővárosi alakulat sikereit hozta. A Santa Coloma-i csapat mindhárom alkalommal a dobogó második helyén végzett, a kupadöntőben pedig kétszer is a fővárosi gárda állta útját.
A várva várt nagy sikert a 2000–2001-es szezon hozta meg, amikor az alapszakaszbeli ezüstérmet követően megnyerte a bajnokságot, majd a kupát is. A bajnoki cím egyben nemzetközikupa-szereplést is biztosított.
Az európai labdarúgóéletbe a 2001–2002-es UEFA-kupa selejtezőkörében kapcsolódott be a szerb FK Partizan ellenében. A lelkes andorrai csapat hazai pályán szoros mérkőzésen egygólos vereséget könyvelt el, azonban a visszavágó már a patinás belgrádi alakulat nagy arányú, 7–1-es sikerét hozta. A sikertelen nemzetközi szereplés a nemzeti bajnokságban és kupában is meglátszódott, hiszen a címvédés helyett csak a harmadik helyen zárt, a kupától már a negyeddöntők során búcsúzni kényszerült.

### Az „aranykor” (2003 óta)
A sikertelen évadot követően a klubvezetés erősítésekbe kezdett. A frissítések megtették jótékony hatásukat, hiszen a csapat újra andorrai bajnoki címet ünnepelhetett, majd a kupában is diadalmaskodott.
A „nemzeti duplázással” büszkélkedő „szent galambok” csapata a dán Esbjerg ellen szerette volna bizonyítani felkészültségét az európai kupaporondon, azonban a dániai 5–0-s, majd a hazai 4–1-es vereség a földre kényszerítette. Az újabb sikertelen európai szereplés azonban nem szegte kedvét a Santa Coloma-iaknak, és előbb a szuperkupában begyűjtötték a harmadik nemzeti titulust is, majd a bajnokságban, később a kupában megvédték címüket.
A 2004–2005-ös UEFA-kupa selejtezőinek első körében a bosnyák FK Modriča ellen lépett pályára, és egy újabb izgalmas hazai mérkőzésen, újabb 1–0-s vereséget szenvedett, majd 3–0-s boszniai vereséggel búcsúzott a nemzetközi szerepléstől. A sikertelenség az andorrai szuperkupába is követte, ahol az UE Sant Julià akadályozta az újabb triplázást: a szuperkupa-döntőben 2–1-es vereséget szenvedett. Később a bajnokságban az újabb címvédés sem sikerült, a csapat a dobogó harmadik fokára szorult, gyógyírt csak az újabb, sorozatban a harmadik kupatrófea jelentett.
A 2005-ös andorrai szuperkupában történt sikeres visszavágás után (UE Sant Julià elleni 1–0-s győzelem) az újabb bajnoki címért hajtott, azonban az elmúlt években rendre javuló formát mutató Rànger's megállíthatatlanul begyűjtötte azt, a Santa Coloma pedig az utolsó fordulóban csúszott le a dobogó alsó fokára. A bajnoki szereplést felejtendő a kupában sorozatban negyedik alkalommal is diadalmaskodott.
A 2006 szeptemberében elbukott szuperkupa-döntő, majd a Rànger's továbbra is kirobbanó formája a Santa Coloma-iakat újabb, sorozatban ötödik kupagyőzelemre sarkallta. A bajnoki ezüstérmes „szent galambok” az UE Sant Julià csak tizenegyesekkel, de ötödik kupagyőzelmüket aratták.
A Santa Coloma a nemzetközi szaksajtó figyelmét a 2007–2008-as UEFA-kupa első selejtezőkörében hívta fel. Az izraeli Makkabi Tel-Avivot hazai pályán fogadta, és Julià Fernández 57. percben szerzett góljával, hatalmas meglepetésre 1–0-s diadalt aratott. A győzelmi mámorban úszó andorrai alakulat Tel-Avivban 4–0-s vereséget szenvedett ugyan, de emelt fővel búcsúzhatott a nemzetközikupa-szerepléstől. A siker újabb sikert fialt, hiszen 2007 szeptemberében begyűjtötte az újabb, immáron negyedik szuperkupa trófeáját is, majd a szezon végén a negyedik bajnoki címét ünnepelte.
Az Bajnokok Ligája első selejtezőkörében a litván FBK Kaunas ellen lépett pályára és 2–7-es összesítéssel búcsúzott. A legrangosabb európai kupában történt fiaskó és a kezdeti rossz bajnoki szereplés ellenére a bajnokságot a második helyen zárta, majd újabb, immáron nyolcadik kupagyőzelmét ünnepelhette.
A Santa Coloma aranykora alatt 6 bajnoki címet, 6 kupagyőzelmet, és 5 szuperkupa-trófeát gyűjtött.

## Sikerei
- Andorrai labdarúgó-bajnokság (Primera Divisió)

- - Bajnok (13 alkalommal): 1995, 2001, 2003, 2004, 2008, 2010, 2011, 2014, 2015, 2016, 2018, 2019
  - Ezüstérmes (7 alkalommal): 1998, 1999, 2000, 2007, 2009, 2012, 2013
  - Bronzérmes (4 alkalommal): 1996, 2002, 2005, 2006

- Andorrai kupa (Copa Constitució)
  - Győztes (9 alkalommal): (1991), 2001, 2003, 2004, 2005, 2006, 2007, 2009, 2012, 2018
  - Ezüstérmes (5 alkalommal): 1996, 1998, 1999, 2015, 2017

- Andorrai szuperkupa (Supercopa andorrana de futbol)
  - Győztes (5 alkalommal): 2003, 2005, 2007, 2008, 2015
  - Ezüstérmes (7 alkalommal): 2004, 2006, 2009, 2010, 2011, 2012, 2014

## Eredményei

### Bajnoki múlt
Az FC Santa Coloma helyezései az andorrai labdarúgó-bajnokság élvonalában.
| Idény   | Helyezés |
| ------- | -------- |
| 1995–96 | 3. hely  |
| 1996–97 | 4. hely  |
| 1997–98 | 2. hely  |
| 1998–99 | 2. hely  |
| 1999–00 | 2. hely  |
| 2000–01 | bajnok   |

| Idény   | Helyezés |
| ------- | -------- |
| 2001–02 | 3. hely  |
| 2002–03 | bajnok   |
| 2003–04 | bajnok   |
| 2004–05 | 3. hely  |
| 2005–06 | 3. hely  |
| 2006–07 | 2. hely  |

| Idény   | Helyezés |
| ------- | -------- |
| 2007–08 | bajnok   |
| 2008–09 | 2. hely  |
| 2009–10 | bajnok   |
| 2010–11 | bajnok   |
| 2011–12 |          |

### Nemzetközi
Összesítve
| Kupa            | M  | GY | D | V  | LG–KG |
| --------------- | -- | -- | - | -- | ----- |
| Bajnokok Ligája | 6  | 0  | 0 | 6  | 5–18  |
| Európa-liga     | 2  | 0  | 0 | 2  | 1–7   |
| Intertotó-kupa  | 8  | 1  | 0 | 7  | 3–25  |
| Összesítve      | 16 | 1  | 0 | 15 | 9–50  |

### Szezonális bontásban
| Idény           | Kupa      | Forduló         | Klub             | 1. mérk. | 2. mérk. | Össz. |
| --------------- | --------- | --------------- | ---------------- | -------- | -------- | ----- |
| UEFA-kupa       | 2001–2002 | Selejtezőkör    | FK Partizan      | 0–1      | 1–7      | 1–8   |
| UEFA-kupa       | 2003–2004 | 1. forduló      | Esbjerg fB       | 0–5      | 1–4      | 1–9   |
| UEFA-kupa       | 2004–2005 | 1. selejtezőkör | FK Modriča       | 0–1      | 0–3      | 0–4   |
| UEFA-kupa       | 2007–2008 | 1. selejtezőkör | Makkabi Tel-Aviv | 1–0      | 0–4      | 1–4   |
| Bajnokok Ligája | 2008–2009 | 1. selejtezőkör | FBK Kaunas       | 1–4      | 1–3      | 2–7   |
| Európa-liga     | 2009–2010 | 2. selejtezőkör | FC Basel         | 0–3      | 1–4      | 1–7   |
| Bajnokok Ligája | 2010–2011 | 1. selejtezőkör | Birkirkara FC    | 0–3      | 3–4      | 3–7   |
| Bajnokok Ligája | 2011–2012 | 1. selejtezőkör | F91 Dudelange    | 0–2      | 0–2      | 0–4   |

Megjegyzés: Az eredmények minden esetben az FC Santa Coloma szempontjából értendők, a dőlten írt mérkőzéseket pályaválasztóként játszotta.